# Romeu Ferreira de Queiroz
Romeu Ferreira de Queiroz ComMM (Patrocínio, 9 de novembro de 1948) é um advogado, empresário e político brasileiro.

## Biografia
Queiroz é novamente Deputado Estadual em Minas Gerais, após ter sido Deputado Federal por dois mandatos e ter sido também Deputado Estadual por três legislaturas, sendo predidente da ALMG por dois períodos.
Em 1998, como deputado estadual, Romeu foi admitido pelo presidente Fernando Henrique Cardoso à Ordem do Mérito Militar no grau de Comendador especial.
É filiado atualmente ao PSB, apesar de relevantes serviços prestados ao PTB, sendo inclusive o presidente do Partido em Minas Gerais.
O motivo da filiação ao PSB depois de ter saido do PTB juntamente com o Ministro Walfrido dos Mares Guia, é por nao concordar com as imposiçoes do senhor Roberto Jefersson, Presidente nacional do PTB.
Foi por duas vezes presidente da Assembleia de Minas Gerais e como Deputado Federal, foi um dos maiores aliados dos governadores Helio Gracia e Tancredo Neves